# Nao Kodaira
Nao Kodaira (小平 奈緒?, Kodaira Nao; Chino, 26 maggio 1986) è una pattinatrice di velocità su ghiaccio giapponese.

## Palmarès

### Olimpiadi
- 3 medaglie:
  - 1 oro (500 m a Pyeongchang 2018);
  - 2 argenti (inseguimento a squadre a Vancouver 2010; 1000 m a Pyeongchang 2018);

### Mondiali distanza singola
- 6 medaglie:
  - 2 ori (500 m a Gangneung 2017; 500 m a Salt Lake City 2020);
  - 2 argenti (1000 m a Gangneung 2017; 500 m a Inzell 2019);
  - 2 bronzi (500 m a Heerenveen 2015; 1000 m a Inzell 2019).

### Mondiali sprint
- 3 medaglie:
  - 2 ori (Calgary 2017; Heerenveen 2019);
  - 1 argento (Hamar 2020).

### Giochi asiatici
- 3 medaglie:
  - 2 ori (500 m e 1000 m a Sapporo 2017);
  - 1 bronzo (1500 m ad Astana/Almaty 2011).

### Universiadi
- 3 medaglie:
  - 1 oro (1500 m a Harbin 2009);
  - 1 argento (1000 m a Torino 2007);
  - 1 bronzo (1000 m ad Harbin 2009).

### Coppa del Mondo
- Miglior piazzamento in classifica generale: 3ª nel 2018.
- Vincitrice della Coppa del Mondo 500 m nel 2015 e nel 2017.
- Miglior piazzamento nella Coppa del Mondo 1000 m: 4ª nel 2011 e nel 2017.
- Miglior piazzamento nella Coppa del Mondo 1500 m: 17ª nel 2010.